# Marcin Stelmasiak
Marcin Stelmasiak (ur. 7 grudnia 1973) – dziennikarz „Gazety Wyborczej”.

## Życiorys
W okresie licealnym członek Federacji Młodzieży Walczącej i redaktor gazety „Glizda” kolportowanej w drugim obiegu w łódzkich szkołach. Od 1994 pracuje jako dziennikarz łódzkiego oddziału „Gazety Wyborczej”. Współpracuje z Polskim Radiem oraz jest wykładowcą dziennikarstwa. Pracował jako zastępca redaktora naczelnego w łódzkim oddziale Gazety Wyborczej, następnie został redaktorem działu krajowego gazety. Wraz z Tomaszem Patorą i Przemysławem Witkowskim uczestniczył w dziennikarskim śledztwie, ujawniającym aferę „łowców skór”, za co dziennikarze zostali wyróżnieni nagrodą Grand Press i zajęli II miejsce w kategorii Dziennikarz Roku.

## Wyróżnienia
- 2001: Nominacja do nagrody Grand Press w kategorii dziennikarstwo śledcze za artykuł „Pan na funduszu” (wraz z Tomaszem Patorą);
- 2001: Nominacja do nagrody Grand Press w kategorii dziennikarstwo specjalistyczne za artykuł „Ścieżka Zdrowia” (wraz z Tomaszem Patorą)[6];
- 2001: Nagroda im. prof. Stefana Myczkowskiego (wraz z Tomaszem Patorą) za artykuł „Pan na funduszu” – za ujawnienie afery prezesa Wojewódzkiego Funduszu Ochrony Środowiska w Łodzi, milionowego marnotrawstwa pieniędzy publicznych i niejasnych źródeł prywatnego majątku prezesa[7];
- 2001: Laureat konkursu Fundacji im. Batorego „Tylko ryba nie bierze?” (wraz z Tomaszem Patorą) – za ujawnienie afery prezesa Wojewódzkiego Funduszu Ochrony Środowiska w Łodzi[2];
- 2002: Laureat Grand Press w kategorii dziennikarstwo śledcze (wraz z Tomaszem Patorą i Przemysławem Witkowskim) za reportaż „Łowcy skór” o handlu zwłokami w łódzkim pogotowiu ratunkowym[5];
- 2002: II miejsce na gali Grand Press w kategorii Dziennikarz Roku (wraz z Tomaszem Patorą)[5];
- 2002: Laureat Nagrody im. Kurta Schorka Międzynarodowej Szkoły Dziennikarstwa Uniwersytetu Columbia w Nowym Jorku za tekst „Łowcy skór o aferze w łódzkim pogotowiu”[8][9][10];
- 2002: Laureat konkursu Fundacji im. Batorego „Tylko ryba nie bierze?” (wraz z Tomaszem Patorą i Przemysławem Witkowskim) za cykl artykułów i reportaży radiowych pt. „Łowcy skór”[11];
- 2003: Nominacja do Nagrody im. Dariusza Fikusa w kategorii „Twórcy w mediach” wraz z Tomaszem Patorą i Przemysławem Witkowskim[12];
- 2003: Nominacja do nagrody Grand Press w kategorii reportaż radiowy za reportaż „W Zaciszu” (wraz z Tomaszem Patorą)[13];
- 2004: Nominacja do nagrody Grand Press za tekst „Uciec z Kutna” (wraz z Tomaszem Patorą ; Dorota Matyjasik, Krzysztof Michalski, Przemysław Witkowski)[14].